# Виконт (судно)
«Виконт» — нефтеналивное судно (танкер) класса «река-море», предназначенное для перевозки сырой нефти и нефтепродуктов.
Теплоход проекта 1570 построен 30 декабря 1975 года на Пермском судостроительном заводе "Кама". Прежние названия — «Нефтерудовоз-19М», «Neftek-1», «Братья Нобель», «Vicount». 
В настоящее время эксплуатируется, судовладелец — ОАО «Метшип» (Москва).